# 1748 Mauderli
1748 Mauderli è un asteroide della fascia principale. Scoperto nel 1966, presenta un'orbita caratterizzata da un semiasse maggiore pari a 3,9348326 UA e da un'eccentricità di 0,2270207, inclinata di 3,29614° rispetto all'eclittica.
L'asteroide è dedicato all'astronomo svizzero Sigmund Mauderli (1876-1962), direttore dell'Istituto Astronomico dell'Università di Berna.